# ГЕС Воттс-Бар
ГЕС Воттс-Бар (англ. Watts Bar Dam) — гідроелектростанція у штаті Теннессі (Сполучені Штати Америки). 

## Розташування

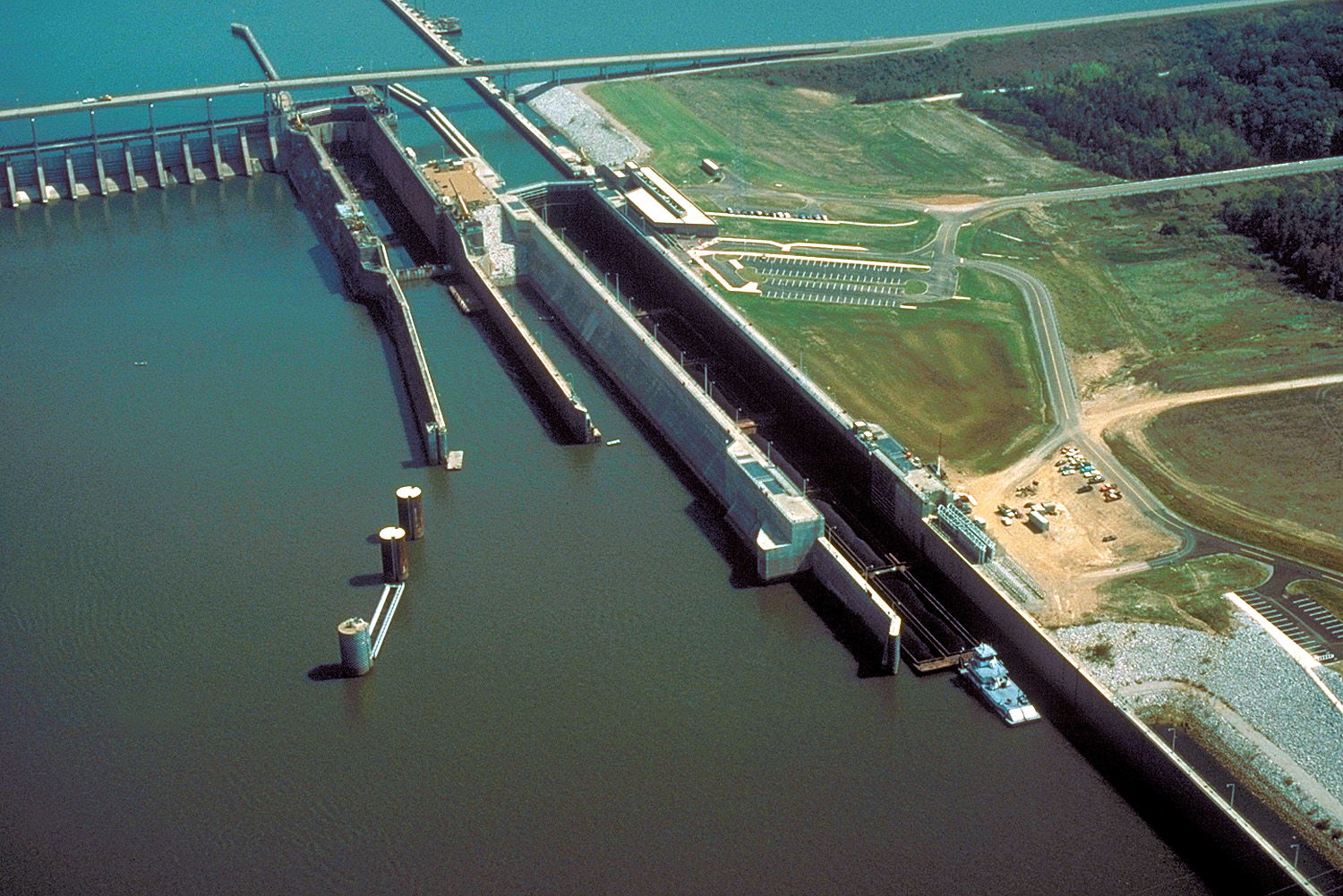
Шлюз ГЕС Воттс-Бар

Розташована між ГЕС Форт-Лоудон (вище за течією) та ГЕС Чикамоге, входить до складу каскаду на річці Теннессі, яка дренує Велику долину в Південних Аппалачах та після повороту на північний захід впадає ліворуч до Огайо, котра своєю чергою є лівою притокою Міссісіпі (басейн Мексиканської затоки).
У межах проєкту річку перекрили бетонною гравітаційною греблею висотою 34 метри та довжиною 902 метри, яка включає розташований біля лівого берега судноплавний шлюз з розмірами камери 110х18 метрів. Гребля утримує велике водосховище, витягнуте по долині річки на 116 км (крім того, в долинах приток Теннессі річок Клінч та Еморі існують придатні для навігації великі затоки довжиною 32 км та 19 км відповідно). Резервуар має площу поверхні 158 км2, об'єм 1,4 млрд м3 та припустиме коливання рівня в операційному режимі між позначками 224 та 225,9 метра НРМ. Об'єм у 0,47 млрд м3 може використовуватись для протиповеневих заходів.
Інтегрований у греблю машинний зал обладнаний п'ятьма турбінами типу Каплан загальною потужністю 182 МВт, які використовують напір у 16,5 метра.